# تپه گردله
تپه گردله مربوط به عصر مس - سده‌های اولیه دوران‌های تاریخی پس از اسلام است و در شهرستان سلسله، بخش مرکزی، دهستان یوسفوند، ۱۰۰ متری شمال غرب روستای گریران واقع شده و این اثر در تاریخ ۲۸ اسفند ۱۳۸۵ با شمارهٔ ثبت ۱۸۷۹۱ به‌عنوان یکی از آثار ملی ایران به ثبت رسیده است.